# 樱桃熟了 (歌曲)

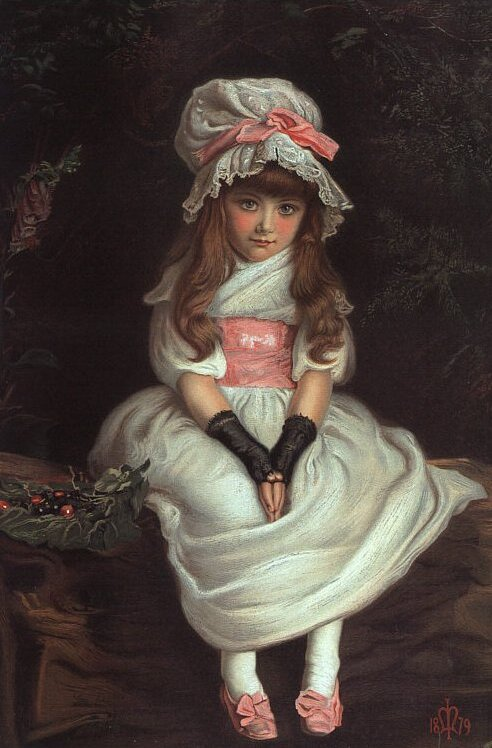
约翰·艾佛雷特·米莱同名画作 (1829-96)

英文歌《樱桃熟了》（Cherry Ripe），词作者罗伯特·赫里克，曲作者查尔斯·爱德华·霍恩。歌词如下：
| 原词                                                                               | 中译                                               |
| ---------------------------------------------------------------------------------- | -------------------------------------------------- |
| -{ Cherry ripe, cherry ripe Ripe I cry, Full and fair ones Come and buy. (again)}- | 樱桃熟了，樱桃熟了 熟哭了 果大味好 快来买 （重复） |

而更早的时候，诗人托马斯·坎皮恩曾经写过一首相似的同名诗作。本诗的题目曾大量用于其它环境中，歌曲的旋律也十分适合用作其它用途。这首歌在19世纪及第一次世界大战期间十分流行。

## 流行文化
- 这首歌在1889年罗伯特·路易斯·史蒂文森及其继子奥兹·奥斯朋共同完成的荒诞小说《入错棺材死错人》(The Wrong Box)中提到。在一个讨论19世纪英格兰无处不在的六音孔的玩具哨笛通常吹奏的两首曲子之一。
- 这首歌在约翰·巴肯描写一战间谍的小说《斯坦德法斯特先生》(Mr.Standfast)中作为一个主题反复提到。它意味着玛丽·拉明顿，与本书主人公理查德·汉内相互吸引的年轻情报官。
- 这首歌在狄兰·托马斯1955年的作品《威尔士孩童的圣诞节》(A Child's Christmas in Wales)提及。
- 这首歌在1942年的英国电影《48小时》(Went the Day Well?)中由Hilda Bayley饰演的Maud Chapman演唱。
- 这首歌在1957年的英国恐怖片《恶魔之夜》(Night of the Demon)中是通灵者获得通灵状态的曲目。
- 这首歌在1958的澳大利亚电影《斯迈利得到一枝枪》(Smiley Gets a Gun)中由Ruth Cracknell饰演的Mrs.Gaspen演唱。
- 这首歌在1960年电影Bottoms Up中由角色丁威迪教授作为一次公共惩罚的时候演唱。的歌手在夜店里演唱。
- 这首歌在1999年的电视电影《爱丽丝梦游仙境》(Alice in Wonderland)中由爱丽丝在开场时演唱。
- 这首歌在2007年BBC电视剧Lilies的开场曲中，由剧中角色May Moss在一个绅士俱乐部里演唱。

## 绘画
- 在1879年，约翰·艾佛雷特·米莱画有同名画作。
- 乔舒亚·雷诺兹(1859-1903)一幅画阿尔斯特卖樱桃人的作品使用了这个名字。[3]